# 遺伝医学

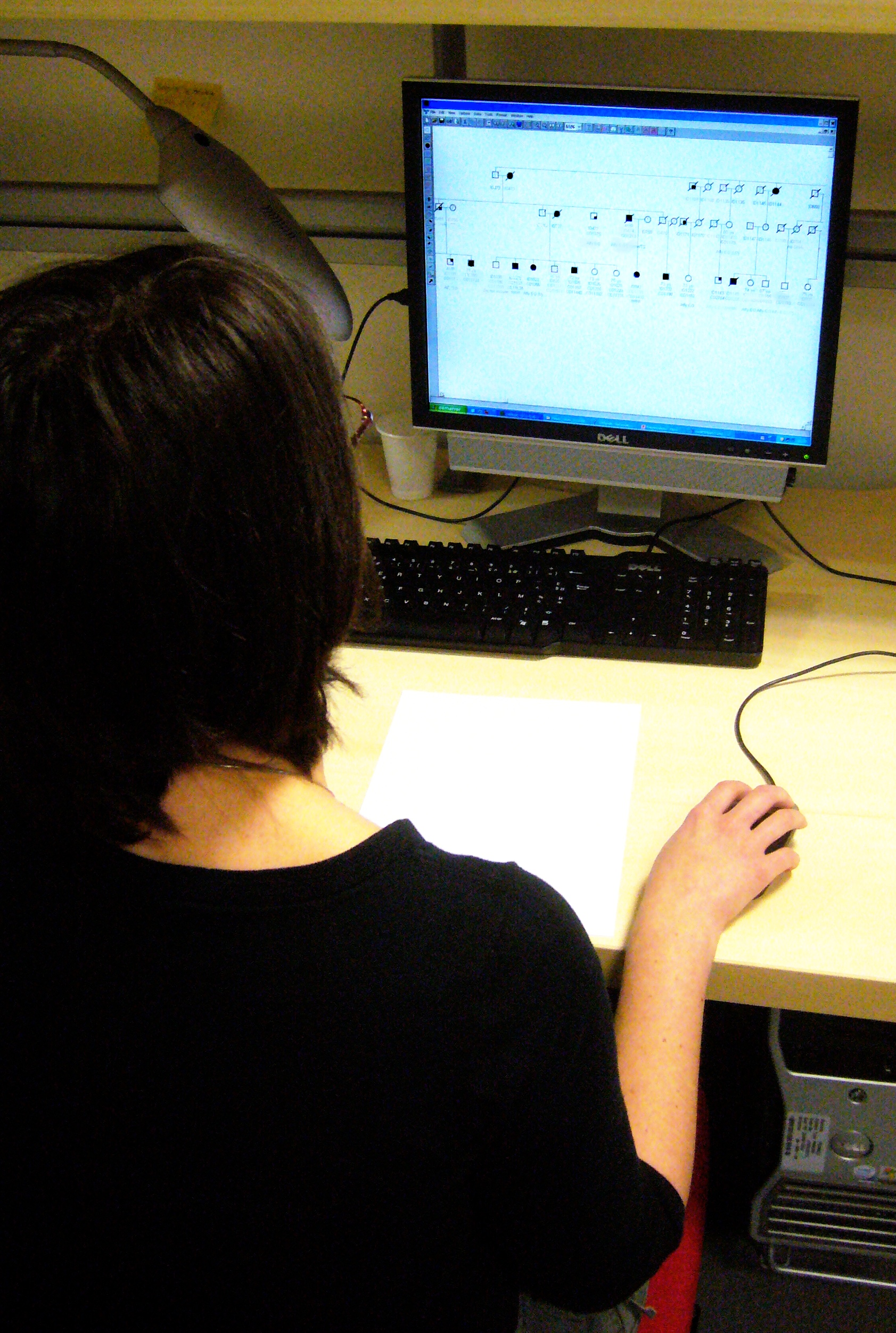
遺伝医学

遺伝医学 (いでんいがく) または医科遺伝学 (いかいでんがく) とは、遺伝子疾患の診断や治療を扱う医学の一分野である。ヒト遺伝学は医学に応用されるか否か不明の科学領域であるが、遺伝医学 (genetic medicine) は遺伝学 (genetics) を医療 (medicine) に応用することをその名自体が言及している。この点において二者は異なると言えよう。例えば、遺伝子疾患の原因と継承性はヒト遺伝学と遺伝医学の両方の分野に含まれるが、遺伝子疾患を持つ人の診断、治療、カウンセリングは遺伝医学の一部であり、ヒト遺伝学には含まれないだろう。一方、目の色の遺伝学といったような非医学的な表現型の研究はヒト遺伝学に含まれるが、それは必ずしも遺伝医学とは関連しない (アルビノ等の場合はその限りでない)。"genetic medicine" (直訳: 遺伝医学) は "medical genetics" (直訳: 医科遺伝学) の新しい用語であり、遺伝子治療、個別化医療、急速に発達している新たな医学分野である予防医学などの領域を包括している。